# Маткеримов, Айбек Тураталиевич
Айбек Тураталиевич Маткеримов (род. 8 ноября 1980, Джалал-Абад, Ошская область) — киргизский политик. Лидер партии «Ата-Журт Кыргызстан». Член Жогорку Кенеша VII созыва (с 2021 года).

## Биография
Родился 8 ноября 1980 года в Джалал-Абаде. Окончил Кыргызскую государственную медицинскую академию (2005) и Международный университет имени К. Ш. Токтомаматова (2023).
Начал трудовую карьеру в Центре последипломного медицинского образования города Ош в качестве клинического ординатора в 2007 году. Работал акушером-гинекологом городского филиала территориальной больницы города Ош с 2007 по 2011 год. Являлся преподавателем медицинского колледжа Ошского государственного университета (2007—2012), а затем медицинского факультета того же вуза (2012—2014).
С 2011 по 2014 год работал в городской больнице Оша, где являлся заведующим родильным отделением, а затем заместителем главного врача. С 2014 по 2015 год — акушер-гинеколог родильного дома Джалал-Абадской области.
В 2015 году возглавил родильное отделение Сузакской территориальной больницы имени С. Жолдошева. Занимал пост координатора родильного отделения Джалал-Абадской области (2019—2020).

### Политическая карьера
Политическую деятельность начал в 2016 году, став депутатом Барпинского айыльного кенеша. Являлся кандидатом партии «Мекенчил».
В феврале 2021 года возглавил политическую партию «Ата-Журт Кыргызстан», тесно связанную с президентом Кыргызстана Садыром Жапаровым и главой ГКНБ Камчыбеком Ташиевым. На парламентских выборах в ноябре 2021 года был избран депутатом Жогорку Кенеша VII созыва. В ноябре 2022 года стал заместителем председателя комитета по социальной политике.

## Личная жизнь
Женат, воспитывает дочь.